# Julia Roddar
Julia Elisabeth Roddar (* 16. Februar 1992 in Falun) ist eine schwedische Fußballspielerin. Die Mittelfeldspielerin debütierte 2017 in der schwedischen Nationalmannschaft. Von 2021 bis 2022 spielte sie in der NWSL für Washington Spirit. Aktuell spielt sie für die London City Lionesses.

## Karriere

### Vereine
Roddar begann mit dem Fußballspielen beim Slätta SK in ihrer Geburtsstadt Falun, spielte dann für Falu Elit DFF, bevor sie 2007 zu Korsnäs IF wechselte. In der Saison 2008 spielte Roddar 14 Spiele und erzielte 10 Tore für Korsnäs IF in der Division 3. Vor der Saison 2009 wechselte sie zum Division 1-Klub Kvarnsvedens IK in Borlänge, kehrte aber im Sommer 2009 zum Korsnäs IF zurück. Ende August 2009 reiste Roddar in die USA, um an der Shattuck-St. Mary’s Soccer Academy zu studieren und Fußball zu spielen. Nach einem Jahr in St. Mary’s wechselte sie an die University of Wisconsin–Madison, wo sie 20 Spiele spielte. Nach sechs Monaten wechselte sie an die Florida Gulf Coast University. Während ihrer Jahre an der Golfküste von Florida bestritt sie insgesamt 62 Spiele und erzielte vier Tore. Während der Sommerpause kehrte Roddar jedes Jahr nach Schweden zurück und spielte für Kvarnsvedens IK. Außer im Jahr 2013, als sie sich entschied, die Sommermonate in Korsnäs IF zu spielen. 2015 gelang mit Kvarnsvedens als Meister der Aufstieg in die Damallsvenskan, wo als Neunter der direkte Wiederabstieg vermieden werden konnte. 2017 musste der Verein dann aber als Vorletzter wieder in die Elitettan zurück. Roddar wechselte daraufhin zum Kopparbergs/Göteborg FC und wurde mit dem Verein 2018 Vizemeister. Zudem wurde der Supercup 2018/19 gewonnen. Die Saison 2019 schloss sie mit dem Verein mit der Vizemeisterschaft ab, wobei sie in 19 von 22 Spielen eingesetzt wurde. In der UEFA Women’s Champions League 2019/20 scheiterte sie mit der Mannschaft im Sechzehntelfinale am deutschen Vizemeister FC Bayern München aufgrund der Auswärtstorregel, da das Heimspiel mit 1:2 verloren und im Auswärtsspiel, bei dem sie nicht zum Einsatz kam, nur ein 1:0-Sieg gelang.
Im Januar 2021 wechselte sie in die USA zu Washington Spirit, wo sie einen Zweijahresvertrag erhielt. Nach dem dritten Platz zum Ende der regulären Saison konnten sie in den Playoffs bis ins Finale vorstoßen und das mit 2:1 nach Verlängerung gegen die Chicago Red Stars gewinnen.
Zur Saison 2023 wechselt sie zu Hammarby IF, wo sie einen Vertrag bis 2025 erhielt. In ihrer ersten Saison wurden sie durch die ein Tor bessere Tordifferenz Meister. Zudem gewannen sie den Pokal.
Im August 2024 wechselte sie zu den London City Lionesses, die in der Women’s Championship. Am Ende der Saison konnten sie die Meisterschaft und den Aufstieg in die FA Women’s Super League feiern.

### Nationalmannschaften
Mit der schwedischen U-19-Mannschaft nahm sie an der ersten Qualifikationsrunde zur U-19-Fußball-Europameisterschaft der Frauen 2011 teil, bei der sich die Schwedinnen für die zweite Runde qualifizieren konnten.
Am 24. Oktober 2017 debütierte sie beim WM-Qualifikationsspiel gegen Ungarn in der A-Nationalmannschaft. Sie wurde beim Stand von 5:0 in der 83. Minute eingewechselt. Es blieb ihr einziger Einsatz in der erfolgreichen Qualifikation. Es folgten noch fünf weitere Einsätze in Freundschaftsspielen, wobei sie nur einmal in der Startelf stand.
Am 16. Mai wurde sie für die WM nominiert. Bei der WM wurde sie als einzige Feldspielerin des Kaders nicht eingesetzt. Ohne ihre Mitwirkung gewannen ihre Mitspielerinnen das Spiel um Platz 3 gegen England. Auch für die ersten Spiele der Qualifikation für die EM 2021 wurde sie nominiert, aber nicht eingesetzt.
Sie wurde auch für die wegen der COVID-19-Pandemie um ein Jahr verschobenen Olympischen Spiele 2020 nominiert, zunächst als Reserve. Nach Aufstockung der Kader wegen der Pandemie gehörten auch die Backups zum Kader. Bei den Spielen wurde sie beim 3:0-Auftaktsieg gegen die USA in der 88. Minute eingewechselt. Im dritten Gruppenspiel gegen Neuseeland, bei dem einige Stammspielerinnen nach den beiden vorherigen Siegen geschont wurden, spielte sie über 90 Minuten. In den K.-o.-Spielen wurde sie dann aber nicht mehr eingesetzt. Am Ende sprang für die Schwedinnen wie 2016 die Silbermedaille heraus, da im finalen Elfmeterschießen vier Schwedinnen ihren Elfmeter nicht verwandeln konnten.
Beim Algarve-Cup 2022 hatte sie noch zwei Einsätze und konnte mit ihrer Mannschaft das Turnier gewinnen.

## Erfolge
- 2015: Zweitliga-Meisterin
- 2018/19: Schwedische Pokalsiegerin
- 2019: Dritte der Weltmeisterschaft (ohne Einsatz)
- 2020: Schwedische Meisterin
- 2021: Silbermedaille bei den Olympischen Spielen 2020
- 2021: NWSL Championship
- 2022: Sieg beim Algarve-Cup
- 2023: Schwedische Meisterin und Pokalsiegerin
- 2025: Englische Zweitligameisterin